# Castellazzo (Bollate)
Castellazzo (Castellasc in dialetto milanese, AFI: [kasteˈlaʃ]) è una frazione del comune di Bollate, in provincia di Milano. La frazione è circondata dal Parco delle Groane e si trova al confine comunale con Garbagnate Milanese.

## Storia

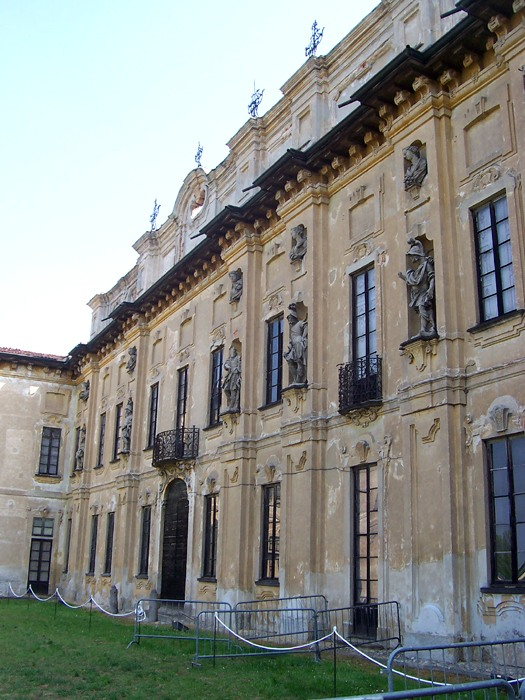
Villa Arconati, il Castellazzo che dà il nome alla frazione

Castellazzo fu un antico comune del Milanese. Nell'estimo voluto dall'imperatrice Maria Teresa nel 1771 risultava avere 240 abitanti. Nel 1809 fu soppresso con regio decreto di Napoleone ed annesso a Garbagnate, per essere poi ripristinato con il ritorno degli austriaci. Fu nuovamente soppresso nel 1841 con regio dispaccio del governo del Lombardo-Veneto, ma per essere stavolta incorporato a Bollate.
L'abitato si è sviluppato attorno alla storica Villa Arconati, già monumento nazionale, chiamata anche il Castellazzo. Questa è teatro tutte le estati del Festival di Villa Arconati, un'importante manifestazione musicale che si svolge nella suggestiva cornice della villa nei mesi di giugno e luglio.
L'ultima residente di Villa Arconati, Donna Beatrice Crivelli fu l'ultima garante di tutela del patrimonio costituito da Villa, Corti e vecchie Fornaci. Venendo nel frattempo a mancare, gli eredi vendettero l'intera proprietà ad alcune immobiliari, che non persero tempo nel monetizzare quanto potevano traendo il massimo dei guadagni. Vennero inoltre predisposti alcuni progetti che prevedevano un'edificazione intensiva su queste aree, che sarebbero state inevitabilmente compromesse. Oltre al riutilizzo delle vecchie corti, questi progetti prevedevano l'utilizzo delle originali volumetrie delle vecchie fornaci, con cambio di destinazione d'uso da aree industriali ad aree residenziali. A tutto questo si aggiungeva poi la progressiva espulsione dei vecchi affittuari delle corti, scongiurata anche grazie all'Associazione Amici di Castellazzo.

### L'esplosione della fabbrica Sutter & Thèvenot
Il 7 giugno 1918 un'esplosione distrusse la fabbrica di esplosivi Sutter & Thèvenot provocando la morte di sessanta operaie, soprattutto donne e ragazze. Fra i militari chiamati per la sistemazione dell'area c'era anche Ernest Hemingway, all'epoca volontario nella Croce Rossa Americana, che citò l'episodio nel racconto Una storia naturale dei defunti nell'antologia I quarantanove racconti .

## Infrastrutture e trasporti

### Ferrovie
Storicamente la frazione di Castellazzo è attraversata dai binari della linea ferroviaria Milano-Saronno delle Ferrovie Nord Milano. Fino al 1990 era inoltre attiva la piccola e funzionale stazioncina, storicamente utilizzata dalle maestranze occupate nelle vicine fornaci e cave di argilla per la produzione di laterizi, ben visibili nel film Il sole sorge ancora commissionato dall'A.N.P.I.. Il film venne girato nel 1946 nelle fornaci, nelle corti di Castellazzo, oltreché all'interno della Villa Arconati per la regia di Aldo Vergano. Essa venne soppressa e mai più riattivata con i lavori di quadruplicamento della linea ferroviaria Milano-Saronno di Ferrovie Nord Milano, attivato successivamente al 1990, nonostante le proteste della popolazione locale.